# Thénioux
Thénioux é uma comuna francesa na região administrativa do Centro, no departamento Cher. Estende-se por uma área de 18,18 km². Em 2010 a comuna tinha 666 habitantes (densidade: 36,6 hab./km²).